# Oju
Oju è una delle ventitré aree a governo locale (local government areas) in cui è suddiviso lo Stato di Benue, nella Repubblica Federale della Nigeria.
Conta una popolazione di 170.236 abitanti.